# Newlib
Newlib ist eine C-Standard-Bibliothek, optimiert zur Erstellung von Projekten im Bereich Eingebettete Systeme. Newlib ist eine Zusammenstellung fundamentaler, geschwindigkeits- und größenoptimierter Teile der C-Standard-Bibliothek, ist unter freien Softwarelizenzen verfügbar und liegt als offener Quelltext vor. Ursprünglich von Cygnus Solutions entwickelt, wird Newlib nach der Übernahme durch Red Hat gepflegt.
Da Newlib quelloffen ist, kann sie für eine Vielzahl von Prozessorfamilien kompiliert werden und ist aufgrund dieser Flexibilität weit verbreitet bei mikrocontrollerbasierten Softwareprojekten. Dies reicht von Kleinstgeräten mit 8-Bit-Prozessoren (zum Beispiel Microchip AVR) bis hin zu aktuellen 32-Bit-Architekturen.
Diverse kommerzielle GCC-Distributionen, beispielsweise von CodeSourcery, Atollic and Red Hat, nutzen Newlib als Basis im Bereich eingebetteter Systeme. Weiterhin erfährt die Weiterentwicklung von Newlib-Unterstützung durch Hersteller eingebetteter Prozessorarchitekturen wie beispielsweise ARM Limited und Renesas Electronics.